# France Dougnac
France Dougnac (auch France Dougnac-Couvelaire; * 10. Juli 1951 in Toulouse; † 4. Juli 2018) war eine französische Schauspielerin.

## Leben und Wirken
France Dougnac wurde in eine Künstlerfamilie hineingeboren. Die Eltern, ursprünglich Schauspieler und Tänzer, wie auch der Bruder, ein Komponist, waren als Puppenspieler tätig. Ihre schulische Ausbildung erfolgte in einem Gymnasium in Paris. Den ersten Filmauftritt hatte sie mit 18 Jahren in der Fernsehserie Les cent livres des hommes von Nat Lilienstein. Während ihrer Karriere als Filmschauspielerin wirkte sie in zahlreichen französischen und deutschen Produktionen mit.
Im Jahr 1988 verließ France Dougnac das Filmgeschäft. Mehr als 20 Jahre wirkte sie am Théâtre National Populaire in Villeurbanne, Frankreich.
France Dougnac war verheiratet mit dem französischen Regisseur Louis-Pascal Couvelaire. Sie lebte zuletzt auf einem Schloss bei Mortagne-au-Perche.

## Filmografie (Auswahl)
- 1970: Nausicaa (Fernsehfilm)
- 1971: Petroleum-Miezen (Les Pétroleuses)
- 1971: Yvette (Fernsehfilm)
- 1971: Le fusil de chasse (Fernsehfilm)
- 1972: Portrait: Pouchkine (Fernsehfilm)
- 1972: Ein Koffer aus Hamburg (La Malle de Hambourg, Fernsehserie, 7 Folgen)
- 1972: Les cent livres des hommes (Fernsehserie, 1 Folge)
- 1972: Irma la Douce (Fernsehfilm)
- 1973: Le mauvais (Fernsehfilm)
- 1973: La mer est grande (Fernseh-Miniserie, 6 Folgen)
- 1973: Le concierge
- 1973: Freya des sept îles (Fernsehfilm)
- 1973: Le neveu d'Amérique (Fernsehserie, 1 Folge)
- 1973: Pour une poignée d'herbes sauvages (Fernsehkurzfilm)
- 1974: Mensch, man kann doch keinen LKW verlieren (Impossible... pas français)
- 1974: À vos souhaits... la mort (Fernsehfilm)
- 1974: Président Faust (Fernsehfilm)
- 1975: La chasse aux hommes (Fernsehserie, 1 Folge)
- 1975: Le péril bleu (Fernsehfilm)
- 1976: Love Story einer Nonne (Les Mal Partis)
- 1977: Madame Ex (Fernsehfilm)
- 1977: Möwen mit weißen Schwingen (Une fille cousue de fil blanc)
- 1978: Gaston Phébus (Fernseh-Miniserie, 6 Folgen)
- 1978: Horoskop mit Hindernissen (L'horoscope)
- 1978: Dr. med. Erika Werner (Docteur Erika Werner, Fernsehserie, 1 Folge)
- 1978: Une femme, une époque (Fernsehserie, 1 Folge)
- 1979: Damit ist die Sache für mich erledigt (Coup de tête)
- 1980: Les dossiers de l'écran (Fernsehserie, 1 Folge)
- 1980: La grande Chasse (Fernsehfilm)
- 1980: Achtung Zoll! (Opération Trafics, Fernsehserie, 5 Folgen)
- 1980: Alors heureux?
- 1984: Le brin de muguet (Fernsehfilm)
- 1984: Die Abrechnung (Un chien écrasé), Folge der Fernsehserie Série noire
- 1985: Fugue en femme majeure (Fernsehfilm)
- 1986: Gros dégueulasse
- 1988: Juillet en septembre